# Assemblée nationale des Allobroges
L’Assemblée nationale des Allobroges, également appelée Assemblée des députés des communes de la Savoye, constituée en 1792, est la première assemblée législative de la Savoie, annexée à la France en 1792 sous le nom de département du Mont-Blanc.

## Constitution
Le 22 septembre 1792, les troupes révolutionnaires, renommées pour l'occasion Légion des Allobroges, envahissent la Savoie et y proclament la République. La partie savoyarde du royaume de Sardaigne est incorporée à la France sous le nom de département du Mont-Blanc, par la loi du 27 novembre 1792,,.
Dès avant la Révolution existaient des clubs républicains, interdits par la monarchie de Victor-Amédée III. C'est à partir de ces clubs qu'est formée la première assemblée savoyarde. Le 6 octobre, les communes de Savoie se prononcent majoritairement pour une réunion à la France et élisent leurs représentants à l'assemblée des Allobroges.

## Les principales décisions
Les principales décisions résultant des débats à l'assemblée des Allobroges portent sur l'abolition des signes de l'Ancien Régime, et sur la réunion à la France. Les provinces formant la partie cisalpine du royaume envoient chacune des députés, en fonction de leur nombre de communes ; chaque province a d'autre part effectué un sondage sur la nécessité de la réunion à la France. Ce sondage révèle que, dans la province de Carouge, sur 64 communes, 42 sont pour l'union à la France. Dans la province de Chablais, les 65 communes sont pour ; de même, les 79 communes de Faucigny et les 116 du Genevois sont unanimes pour l'union. En Maurienne, 62 sur 65 sont pour ; en Savoie (Savoye) proprement dite, 203 sur 204 ; enfin, en Tarentaise, seules 13 sur 62 y sont favorables, les autres s'en remettant aux décisions des parlementaires. La réunion à la France est donc rapidement votée, dès le 22 octobre.
Lors des séances des 26 et 27 octobre, l'assemblée des Allobroges supprime les droits souverains de la maison de Savoie, la noblesse, les redevances féodales, la dîme et confisque les biens du clergé.
L'assemblée est dissoute le 29 octobre, ayant présenté le vœu d'être rattachée à la France ; l'abbé Grégoire transmet ce vœu à l'Assemblée constituante à Paris.

### Sites externes
- Révolution, Empire et restauration sarde sur les Archives départementales de la Savoie ;
- Procès-verbal de la séance du 22 octobre 1792, rattachant la Savoie à la France.